# Nguyễn Hữu Thái
Nguyễn Hữu Thái (sinh 1940) là một kiến trúc sư, chủ tịch đầu tiên của Tổng hội Sinh viên Sài Gòn (1963 -1964), sau đó hoạt động cho Mặt trận Dân tộc Giải phóng Miền Nam Việt Nam. Ông là người có mặt, nhân chứng, trong phòng tại đài phát thanh Sài Gòn thời khắc khi Dương Văn Minh tuyên bố đầu hàng. Ông và nhạc sĩ Trịnh Công Sơn là những người lên tiếng sớm nhất trên đài phát thanh Sài Gòn để đón chào chiến thắng 30-4-1975 của quân đội Việt Nam Dân chủ Cộng hòa trong Chiến tranh Việt Nam sau khi tướng Dương Văn Minh tuyên bố đầu hàng.

## Tiểu sử
Nguyễn Hữu Thái sinh tại Đà Nẵng, học Trường Kiến trúc và Luật khoa, Viện Đại học Sài Gòn. Ông hoạt động tích cực trong phong trào đấu tranh của thanh niên, sinh viên, học sinh miền Nam từ 1960 tới 1975 và được bầu làm Chủ tịch đầu tiên của Tổng hội Sinh viên Sài Gòn (1963 -1964).
Thời kỳ này, Nguyễn Hữu Thái tổ chức và tham gia nhiều hoạt động sôi nổi: như kêu gọi sinh viên xuống đường, biểu tình phản đối Mỹ can thiệp vào nội bộ Việt Nam, phát động đấu tranh sinh viên chống tướng Nguyễn Khánh, đỉnh điểm la biểu tình chống tướng Nguyễn Khánh năm 1964.
Ông từng đi tù 4 năm dưới chế độ Nguyễn Văn Thiệu. Sau 1975 mặc dù có liên hệ với Mặt trận Dân tộc Giải phóng Miền Nam Việt Nam, nhưng do có nhiều mối quan hệ với người Mỹ, ông bị chính quyền Cộng sản nghi ngờ, sống rất vất vả. Mãi đến năm 2000, lý lịch của Nguyễn Hữu Thái mới được làm sáng tỏ.
Từ năm 1990 đến 1995, ông sinh sống và nghiên cứu ở phương Tây, có quốc tịch Canada, sau đó quay về làm việc trong nước, nghiên cứu, viết sách báo.

## Link ngoài
- Nguyễn Hữu Thái và Dương Văn Minh
- BBC Vietnamese